# Eastern Province Elephants
Eastern Province Elephants, conocido como EPRU, es un equipo profesional de rugby con sede en la ciudad de Port Elizabeth, en la Provincia del Cabo Oriental, Sudáfrica. Participa anualmente en la Currie Cup y en las diferentes competencias nacionales de Sudáfrica.
Fue representado hasta 2020 por los Southern Kings en el Pro14, fecha en que los Kings fueron excluidos del torneo.

## Historia
Fue fundada en 1888, hasta el año 1998 mantuvo el nombre de Eastern Province, de 1999 a 2009 se llamaron Mighty Elephants, de 2009 a 2017 Eastern Province Kings, fecha que adquirieron su actual denominación.
Desde el año 1895 participa en la principal competición entre clubes provinciales de Sudáfrica, cuyo mejor resultado fue el subcampeonato en la edición de 1899.
Ha enfrentado en reiteradas ocasiones a los British and Irish Lions logrando un récord ante ellos de 2 victorias y 10 derrotas.

## Palmarés
- Currie Cup First Division (2): 2010, 2012

- Vodacom Shield (1): 2002